# Беліз на літніх Олімпійських іграх 2024
Беліз брав участь у літніх Олімпійських іграх 2024 в Парижі, які тривали з 26 липня по 11 серпня 2024 року. Ця Олімпіада стала чотирнадцятою, в якій брали участь спортсмени з Белізу, включно з участю в літніх Олімпійських іграх 1968 і 1972 років як Британський Гондурас, та не брали участі в літніх Олімпійських іграх 1980 року, приєднавшись до їх бойкоту. Беліз на літніх Олімпійських іграх 2024 року представляв один легкоатлет. Спринтер Шон Гілл був прапороносцем країни як на церемонії відкриття, так і на церемонії закриття ігор.

## Спортсмени
Країна на Олімпійських іграх 2024 року отримала пряме універсальне місце у чоловічих змаганнях з бігу на 100 метрів. Беліз представляв один спринтер, Шон Гілл, який зайняв 6-те місце у кваліфікаційному забігу на 100 метрів з часом 11,17 сек, чого виявилось недостатньо для проходження до наступного етапу змагань.